# Bartolomé Martinez Menacho y Mesa
Bartolomé Martinez Menacho y Mesa (Mechado) (1517 – 16 de fevereiro de 1604) foi um prelado católico romano que serviu como arcebispo de Santafé en Nueva Granada (1593–1604) e bispo do Panamá (1587–1593).

## Biografia
Bartolomé Martinez Menacho y Mesa nasceu em Torre de Miguel Sesmero, Espanha e foi ordenado sacerdote na Ordem dos Pregadores. Em 27 de abril de 1587, o Papa Sisto V o nomeou bispo do Panamá. Recebeu a ordenação episcopal em 4 de setembro de 1588, em Lima, por Turíbio de Mogrovejo, Arcebispo de Lima, com a assistência de Antonio Avendaño y Paz, Bispo de Concepción. Em 30 de abril de 1593, o Papa Clemente VIII o nomeou arcebispo de Santafé en Nueva Granada, onde serviu até sua morte, em Cartagena.